# Та Моан Точ
Та Моан Точ — храм времён Кхмерской империи, построен Джаяварманом VII, сейчас находится на территории Таиланда, рядом (в 1,5 км.) с оспариваемыми Камбоджей объектами, также памятниками Кхмерской империи — Та Моан и Та Моан Тхом.
Та Моан Точ — святилище при больнице, состоящее из башни, которой предшествует портик с маленькой пристроенной позднее «библиотекой» и своим водохранилищем (бараем) внутри ограды с гопурой.